# Adam Smith (Schwimmer)
Adam Wyman Smith (* 28. Dezember 1903 in Bradford, Pennsylvania; † 8. April 1985 in Wilmington, North Carolina) war ein US-amerikanischer Schwimmer. Er nahm 1924 an den Olympischen Sommerspielen in Paris teil und erreichte in dem 1500-Meter-Freistil-Wettbewerb das Semifinale.